# بژژنکو
بژژنکو (به لهستانی:  Brzezienko) یک روستا در لهستان است که در گمینا وانسوو واقع شده‌است.